# Jean-Claude Darcheville
Jean-Claude Darcheville, né le 25 juillet 1975 à Sinnamary en Guyane, est un footballeur puis entraîneur français. Il est international guyanais guyanais et évolue au poste d'avant-centre.

## Biographie
Jean-Claude Darcheville est repéré par le Stade rennais en 1994 lors de la finale de la Coupe des DOM, qu'il dispute au Parc des Princes avec l'US Sinnamary.
Il commence sa carrière le 19 juillet 1995 en jouant pour le Stade rennais en première division. Trois saisons plus tard, il est prêté au club anglais de Nottingham mais n'y reste finalement qu'une saison.
Il revient donc en France et signe pour Lorient en 1999 où il passe trois saisons dont les deux premières en seconde division. En 2001, l'équipe finit vice-championne de seconde division, et accède en première division. L'équipe finit dernière du championnat 2001-2002, mais parvient tout de même en finale de la Coupe de France, ainsi que de la Coupe de la Ligue.
La finale de la Coupe de la Ligue a lieu en premier et les « merlus » s'inclinent face aux Girondins de Bordeaux. En revanche ils remportent la finale de la Coupe de France, quinze jours plus tard, contre le Sporting Club de Bastia sur un but de Darcheville. Lors de cette saison, il joue pour la première fois avec Pascal Feindouno.
Il signe au cours de l'intersaison avec Bordeaux pour 8 millions d'euros et y retrouve Feindouno, qui était en prêt à Lorient. Il joue pendant cinq saisons avec les Girondins, gagnant une Coupe de la Ligue en 2007.
Le 9 mai 2007, il signe avec l'équipe des Glasgow Rangers pour deux saisons et participe au tour préliminaire de la Ligue des Champions. Lors du match contre Zeta Golubovci au Monténégro, DaMarcus Beasley et lui sont victimes d'insultes racistes de la part des supporters adverses. Il atteint la finale de la coupe UEFA en 2008, malheureusement perdue contre le Zenith Saint-Pétersbourg.
Il rejoint le Valenciennes FC le 1er janvier 2009 et inscrit son premier but avec ce club lors de son premier match en championnat contre son ancien club, le FC Lorient. Il inscrit par la suite trois autres buts durant la fin de saison et le club se maintient en Ligue 1.
Le 7 août 2009, il décide de rejoindre le FC Nantes, et retrouve ainsi la deuxième division. Après des débuts prometteurs avec Monsef Zerka en pointe de l'attaque et malgré une belle combativité, le FC Nantes peine dans le championnat de Ligue 2. Il réussit à ramener l'espoir contre Metz puis grâce à un doublé donne le point du match nul face à Châteauroux (2-2). Il marquera trois nouveaux buts contre Brest, Arles et Bastia. Après une seule saison et 6 buts marqués, il quitte le club.
En août 2010, Jean-Claude Darcheville s'engage pour un an avec le club grec de l'AO Kavala. En août 2011, il annonce qu'il prend sa retraite à la suite de blessures aux adducteurs.
Il retourne alors en Guyane et retrouve les terrains en amateur avec l'US Sinnamary. Il est même sélectionné avec la sélection de Guyane pour la coupe de l'Outre-Mer 2012.
En novembre 2018, l'ancien joueur déclare revenir en métropole et être désireux d'entraîner.
Le 11 janvier 2022, il devient le nouveau sélectionneur de l'Équipe de Guyane de football.
Le 26 janvier 2025, il est écarté de son poste de sélectionneur après trois saisons passées à la tête de l'équipe. « Il n'y a pas d’animosité (...) dans le football, nul n’est irremplaçable, même si on a fait du bon boulot. Le prochain qui sera à notre place, peut-être qu’il fera du bon boulot ou même mieux que nous (...) Je suis très satisfait. Le bilan est plus que positif.»

## Palmarès
- FC Lorient
  - Finaliste du Trophée des Champions en 2002
  - Vainqueur de la Coupe de France en 2002
  - Finaliste de la Coupe de la Ligue en 2002
- Girondins de Bordeaux
  - Vainqueur de la Coupe de la Ligue en 2007

- Glasgow Rangers
  - Vainqueur de la Coupe de la Ligue d'Écosse en 2008
  - Vainqueur de la Coupe d'Écosse en 2008
  - Finaliste de la Coupe UEFA en 2008
  - Vice-champion d'Écosse en 2008

## Statistiques
| Saison                | Club                     | Championnat             | Championnat | Championnat | Championnat | Coupe nationale | Coupe nationale | Coupe nationale | Coupe de la Ligue | Coupe de la Ligue | Coupe de la Ligue | Compétition(s) continentale(s) | Compétition(s) continentale(s) | Compétition(s) continentale(s) | Compétition(s) continentale(s) | Total | Total | Total |
| Saison                | Club                     | Division                | M.          | B.          | P.d.        | M.              | B.              | P.d.            | M.                | B.                | P.d.              | Comp.                          | M.                             | B.                             | P.d.                           | M.    | B.    | P.d.  |
| 1995-1996             | Stade rennais FC         | Division 1              | 10          | 1           | 0           | -               | -               | -               | -                 | -                 | -                 | -                              | -                              | -                              | -                              | 10    | 1     | 0     |
| 1996-1997             | Stade rennais FC         | Division 1              | 9           | 1           | 0           | -               | -               | -               | -                 | -                 | -                 | CI                             | 2                              | 0                              | 0                              | 11    | 1     | 0     |
| 1997-1998             | Stade rennais FC         | Division 1              | 24          | 3           | 0           | 2               | 0               | 0               | 1                 | 0                 | 0                 | -                              | -                              | -                              | -                              | 27    | 3     | 0     |
| Sous-total            | Sous-total               | Sous-total              | 43          | 5           | 0           | 2               | 0               | 0               | 1                 | 0                 | 0                 | -                              | 2                              | 0                              | 0                              | 48    | 5     | 0     |
| 1998-1999             | Nottingham Forest (prêt) | Premier League          | 16          | 2           | 1           | -               | -               | -               | 3                 | 0                 | 0                 | -                              | -                              | -                              | -                              | 19    | 2     | 1     |
| 1999-2000             | FC Lorient               | Division 2              | 35          | 14          | 0           | 3               | 3               | 0               | 1                 | 0                 | 0                 | -                              | -                              | -                              | -                              | 39    | 17    | 0     |
| 2000-2001             | FC Lorient               | Division 2              | 35          | 11          | 1           | 2               | 1               | 0               | -                 | -                 | -                 | -                              | -                              | -                              | -                              | 37    | 12    | 1     |
| 2001-2002             | FC Lorient               | Division 1              | 32          | 19          | 0           | 4               | 2               | 0               | 5                 | 3                 | 0                 | -                              | -                              | -                              | -                              | 41    | 24    | 0     |
| Sous-total            | Sous-total               | Sous-total              | 102         | 44          | 1           | 9               | 6               | 0               | 6                 | 3                 | 0                 | -                              | 0                              | 0                              | 0                              | 117   | 53    | 1     |
| 2002-2003             | Girondins de Bordeaux    | Ligue 1                 | 35          | 11          | 1           | 4               | 2               | 0               | 1                 | 0                 | 0                 | C3                             | 6                              | 5                              | 0                              | 46    | 18    | 1     |
| 2003-2004             | Girondins de Bordeaux    | Ligue 1                 | 19          | 7           | 0           | -               | -               | -               | 1                 | 0                 | 0                 | C3                             | 6                              | 2                              | 0                              | 26    | 9     | 0     |
| 2004-2005             | Girondins de Bordeaux    | Ligue 1                 | 21          | 4           | 0           | 1               | 0               | 0               | -                 | -                 | -                 | -                              | -                              | -                              | -                              | 22    | 4     | 0     |
| 2005-2006             | Girondins de Bordeaux    | Ligue 1                 | 34          | 8           | 0           | 3               | 0               | 0               | 3                 | 0                 | 0                 | -                              | -                              | -                              | -                              | 40    | 8     | 0     |
| 2006-2007             | Girondins de Bordeaux    | Ligue 1                 | 23          | 7           | 2           | 1               | 0               | 0               | 4                 | 2                 | 0                 | C1+C3                          | 6+0                            | 1+0                            | 0+0                            | 34    | 10    | 2     |
| Sous-total            | Sous-total               | Sous-total              | 132         | 37          | 3           | 9               | 2               | 0               | 9                 | 2                 | 0                 | -                              | 18                             | 8                              | 0                              | 168   | 49    | 3     |
| 2007-2008             | Rangers FC               | Scottish Premier League | 30          | 12          | 0           | 3               | 0               | 0               | 2                 | 1                 | 0                 | C1+C3                          | 8+5                            | 1+1                            | 0+0                            | 48    | 15    | 0     |
| 2008-2009             | Rangers FC               | Scottish Premier League | 8           | 1           | 0           | -               | -               | -               | 2                 | 0                 | 0                 | C1                             | 1                              | 0                              | 0                              | 11    | 1     | 0     |
| Sous-total            | Sous-total               | Sous-total              | 38          | 13          | 0           | 3               | 0               | 0               | 4                 | 1                 | 0                 | -                              | 14                             | 2                              | 0                              | 59    | 16    | 0     |
| 2008-2009             | Valenciennes FC          | Ligue 1                 | 10          | 4           | 1           | 1               | 0               | 0               | -                 | -                 | -                 | -                              | -                              | -                              | -                              | 11    | 4     | 1     |
| 2009-2010             | FC Nantes                | Ligue 2                 | 27          | 6           | 2           | 1               | 0               | 0               | -                 | -                 | -                 | -                              | -                              | -                              | -                              | 28    | 6     | 2     |
| 2010-2011             | AO Kavala                | Superleague Elláda      | 9           | 2           | 0           | 1               | 1               | 0               | -                 | -                 | -                 | -                              | -                              | -                              | -                              | 10    | 3     | 0     |
| 2011-2012             | US Sinnamary             | DH                      | -           | -           | -           | -               | -               | -               | -                 | -                 | -                 | -                              | -                              | -                              | -                              | 0     | 0     | 0     |
| 2013-2014             | AJ Saint-Georges         | DH                      | -           | -           | -           | -               | -               | -               | -                 | -                 | -                 | -                              | -                              | -                              | -                              | 0     | 0     | 0     |
| Total sur la carrière | Total sur la carrière    | Total sur la carrière   | 377         | 113         | 8           | 26              | 9               | 0               | 23                | 6                 | 0                 | -                              | 34                             | 10                             | 0                              | 460   | 138   | 8     |